# Buncombe
Buncombe és una població dels Estats Units a l'estat d'Illinois. Segons el cens del 2000 tenia 186 habitants.

## Demografia
Segons el cens del 2000, Buncombe tenia 186 habitants, 75 habitatges, i 53 famílies. La densitat de població era de 59,4 habitants/km².
Dels 75 habitatges en un 29,3% hi vivien nens de menys de 18 anys, en un 58,7% hi vivien parelles casades, en un 6,7% dones solteres, i en un 29,3% no eren unitats familiars. En el 28% dels habitatges hi vivien persones soles el 10,7% de les quals corresponia a persones de 65 anys o més que vivien soles. El nombre mitjà de persones vivint en cada habitatge era de 2,48 i el nombre mitjà de persones que vivien en cada família era de 3,04.
Per edats la població es repartia de la següent manera: un 24,2% tenia menys de 18 anys, un 8,1% entre 18 i 24, un 28,5% entre 25 i 44, un 23,7% de 45 a 60 i un 15,6% 65 anys o més.
L'edat mediana era de 40 anys. Per cada 100 dones de 18 o més anys hi havia 127,4 homes.
La renda mediana per habitatge era de 31.500 $ i la renda mediana per família de 33.472 $. Els homes tenien una renda mediana de 29.000 $ mentre que les dones 20.417 $. La renda per capita de la població era de 14.975 $. Aproximadament l'1,6% de les famílies i el 8,5% de la població estaven per davall del llindar de pobresa.

## Poblacions properes
El següent diagrama mostra les poblacions més properes.